# ألوان السما السبعة (فلم)
ألوان السما السبعة هو فيلم روائي مصري من تأليف زينب عزيز، ومن إخراج سعد هنداوي، عرض أولاً في مهرجان القاهرة السينمائي الدولي في دورته الحادية والثلاثين في 2007، وعرض تجاريًا في موسم عيد الأضحى لنفس العام.

## قصة الفيلم
تدور أحداث الفيلم في إطار رومانسي حول علاقة حب تنشأ بين رجل و امرأة التقيا في ظروف مختلفة فالرجل راقص تنورة محترف يميل إلى الصوفية والمرأة كانت تعمل فتاة ليل و لكنها تركت هذا العمل و يُحاول كلاهما أن يجذب الآخر إلى دُنياه.

## الممثلون
- ليلى علوي
- فاروق الفيشاوي
- شريف رمزي
- سوسن بدر
- حسن مصطفى
- منى هلا
- أحمد راتب
- معتز بلبع
- هبة عبد الغني
- عواطف حلمي
- رجاء أمين
- حسن عبد الفتاح
- سلمى غريب
- عمرو ممدوح

## روابط خارجية
- مقالات تستعمل روابط فنية بلا صلة مع ويكي بيانات